# Excrex

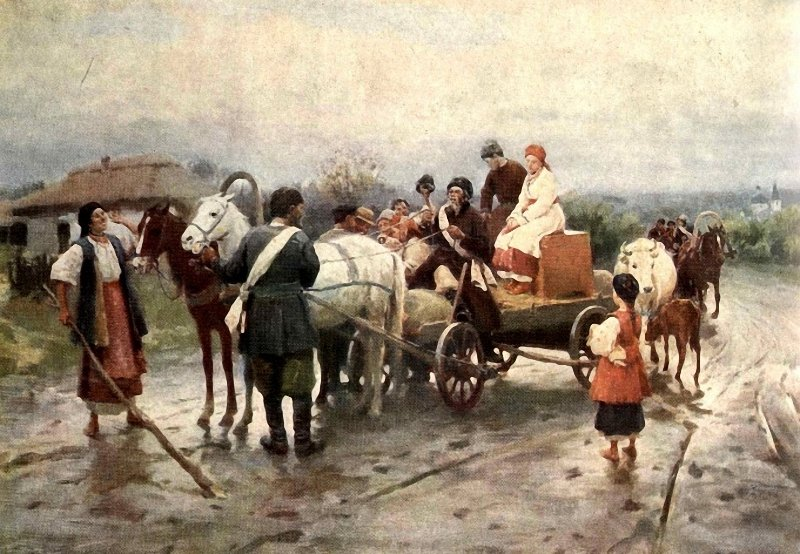
Imagen de boda en Rusia Menor.

El excrex es una donación que hace un cónyuge a otro en consideración a sus prendas personales, o aumento de dote que el marido asigna a la mujer. El Talmud y la santa Biblia mencionan esta práctica cuando se quería desposar a una menor, en ese caso habría que pagar a su padre.
El excrex, más propio de la cultura africana, se practica también en algunas regiones de Asia; en la cultura china en el día del 'Ti Qing' (propuesta de matrimonio), ambas familias se reúnen para discutir los pormenores del intercambio de bienes y otras cosas. Un par de días antes del casamiento llega el 'Guo Da Li' (consumación del rito). El novio y un casamentero visitan a la familia del padre de la novia llevándoles presentes.
Esta práctica también existe en la India, donde —por los problemas que ha producido— se quiere prohibir como la dote, aunque no se ha tenido tanto éxito.
En España, el «excrex» se ha dado en Aragón y, bajo la denominación de escreix o dècima, también en Cataluña.